# Coniceromyia fusca
Coniceromyia fusca är en tvåvingeart som beskrevs av Borgmeier 1925. Coniceromyia fusca ingår i släktet Coniceromyia och familjen puckelflugor. Inga underarter finns listade i Catalogue of Life.